# Karen Duve

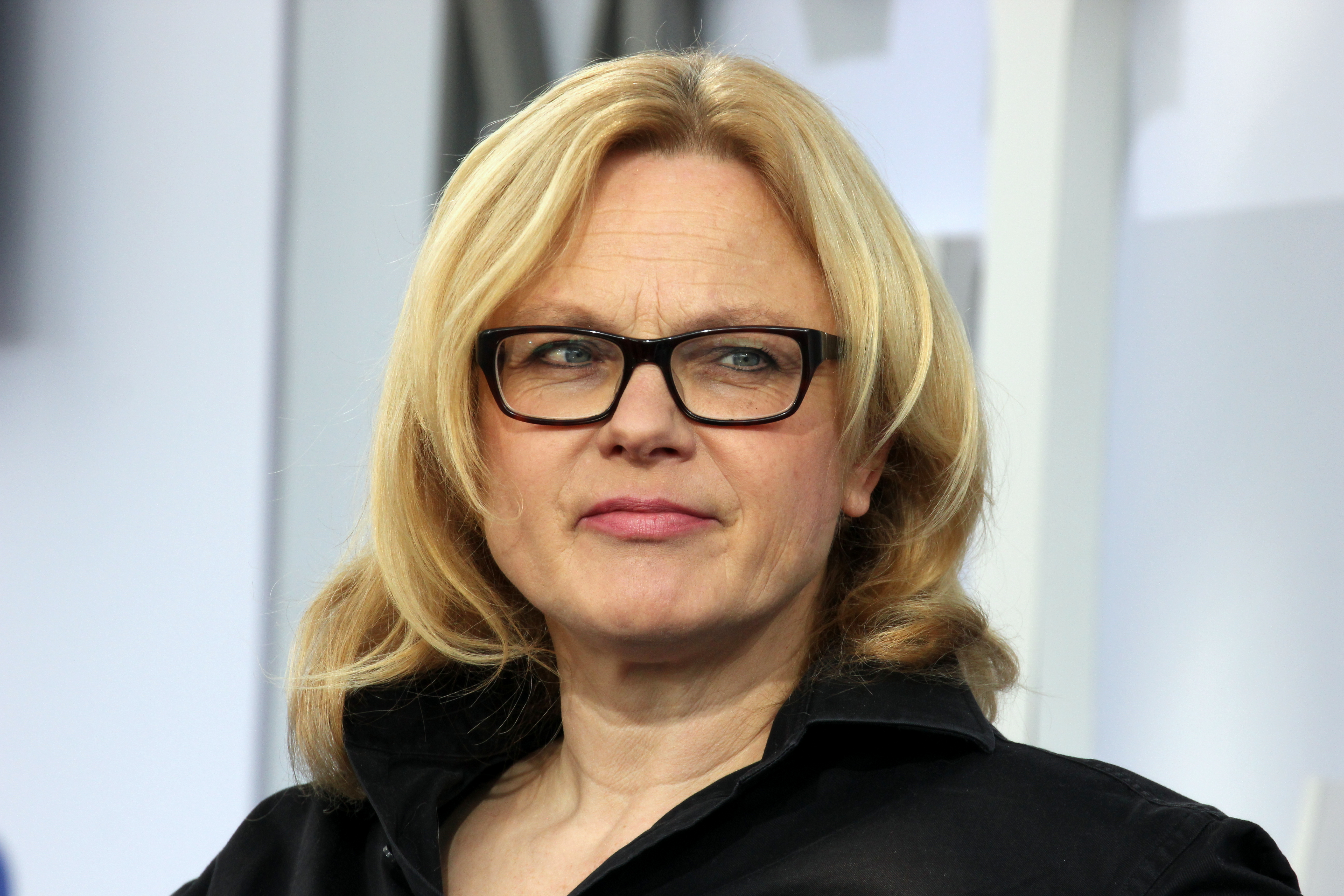
Karen Duve à la Foire du livre de Leipzig (2016).

Karen Duve, née en novembre 1961 à Hambourg, est une romancière allemande.
En 2017, elle reçoit le Prix littéraire de Cassel.